# Łukasz Jakóbiak
Łukasz Jacek Jakóbiak (ur. 24 czerwca 1983 w Kozienicach) – polska osobowość internetowa. W latach 2012–2020 tworzył i prowadził programy internetowe – 20m2, Jak mieszkają gwiazdy? i Przyjaciele kawalerki.

## Życiorys
Pochodzi z Radomia. Uczył się w Szkole Menedżerów w Radomiu. Jest absolwentem Wydziału Dziennikarstwa i Nauk Politycznych na Uniwersytecie Warszawskim.
W 2010 wywiesił przed wejściem do siedziby EMI Music Poland list motywacyjny i CV o wymiarach 3 × 6 metrów. Niepowodzenia w poszukiwaniu pracy sprawiły, że w 2012 zainicjował internetowy program typu talk-show 20m2 Łukasza (później 20m2), w którym przeprowadzał wywiady z osobami powszechnie znanymi, nagrywane za pomocą smartfonów w swojej kawalerce. 
W 2013 zaczął prowadzić szkolenia i wykłady motywacyjne pod hasłem Znajdź Siłę. Występował na 40. Międzynarodowej Konferencji i Wystawie PIKE, Like us, TOO! na Uniwersytecie Jagiellońskim, XX Forum Gospodarczym w Toruniu, Jungle Web na Uniwersytecie Łódzkim, Creative Mornings w Warszawie, Festiwalu Inspiracji, TEDxLublin, Życiu bez ograniczeń, Absolvent Talent Days, Queens of Life 2, Życiu pełnym pasji, World Business Experience, Be Supreme i w wydarzeniu Life Balance Congress. Prowadził także wykłady motywacyjne poza Polską, m.in. w Greenwich i Oxfordzie.
W marcu 2017 poinformował w mediach społecznościowych, że będzie gościem talk-show Ellen DeGeneres. Dwa dni później opublikował rozmowę z aktorką łudząco podobną do prezenterki, nagraną w specjalnie w tym celu zbudowanym studiu. Całość okazała się upozorowaną akcją (którą określił mianem wizualizacji), której celem było dostanie się do programu DeGeneres w charakterze gościa, co jednak w ostateczności nie nastąpiło. Publikacja wzbudziła zainteresowanie mediów, była szeroko krytykowana przez internautów, a także stała się obiektem kpin.  
W 2017 wziął udział w parze z Joanną Przetakiewicz w drugiej edycji  reality show TVN Azja Express. 

W lipcu 2020 zakończył emisję programu 20m2. Prowadzi autorskie warsztaty online pt. Święty spokój. 

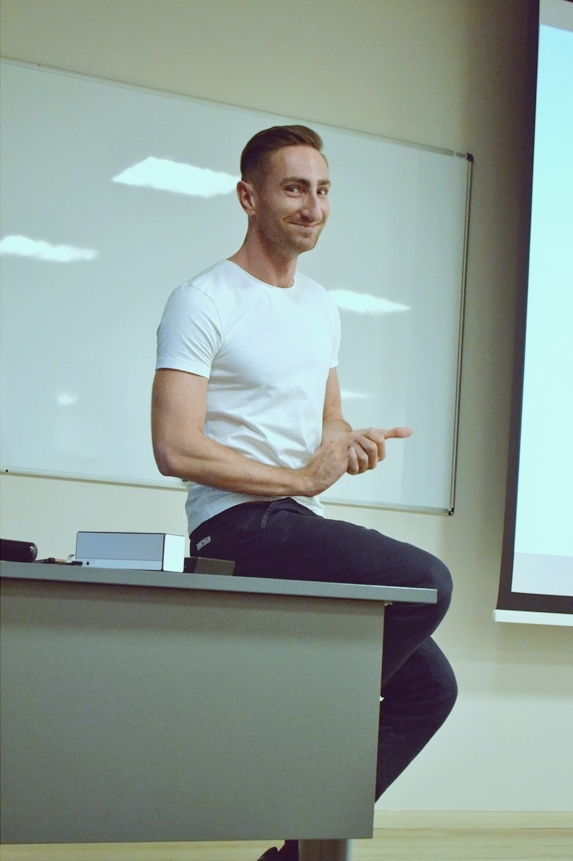
Łukasz Jakóbiak podczas wykładu motywacyjnego (2014)

## Życie prywatne
W marcu 2020 publicznie oznajmił, że jest gejem.

## Filmografia
- 2001: Wiedźmin – skrzat[27]
- 2003: Przedwiośnie – statysta[28]
- 2003: Cudzoziemiec – kelner w Paris Brasserie[29]
- 2020: Sala samobójców. Hejter – jako on sam[30]

## Teledyski
- 2002: Solo – mężczyzna na studniówce[31]
- 2003: Testosteron – tancerz[32]
- 2008: She's On My Mind – mężczyzna na imprezie[33]
- 2016: Na ostrzu – występ gościnny z kawalerki[34]

## Nagrody i wyróżnienia
- 2012: Wiktory 2012, Odkrycie telewizyjne roku 2012, Nominacja[35]
- 2012: Nagroda od kanału Planète+, Blog Roku 2012, Nagroda specjalna[36]
- 2012: Plejada Top Ten, Debiut roku, Nominacja[37]
- 2012: Najlepiej ubrany mężczyzna według „Fashion Magazine”, Najlepiej ubrany mężczyzna w świecie popkultury, Nagroda główna[38]
- 2013: Plejada Top Ten, Nagroda użytkowników, Nagroda główna[39]
- 2013: „Glamki.pl”, Plebiscyt Glam Awards 2013, Nagroda specjalna[40]
- 2013: Najlepiej ubrany Polak magazynu „Logo24”, Stylowy mężczyzna roku 2013, Nagroda główna[41]
- 2014: „Brief”, Ranking 50 najbardziej kreatywnych w biznesie, Wyróżnienie[42]
- 2015: Plebiscyt magazynu „Playboy”, 10 najlepiej ubranych Polaków, Wyróżnienie[43]
- 2015: „Grube Ryby” Radia Kolor 103 FM, Grube Ryby, Nagroda główna[44]
- 2015: II edycja konkursu Sage Challenge, Konkurs dla firm, Nagroda główna[45]
- 2015: Plebiscyt „Zaadoptuj faceta”, Złoty towar 2015, Wyróżnienie[46]
- 2015: Nagroda Alchemika 2015, Nagroda Alchemika 2015, Nagroda specjalna[47]
- 2015: Grand Video Awards 2015, Najlepsi w sieci!, Nagroda główna za wywiad z Fritzem Kalkbrennerem[48]
- 2016: Wielka Gala Złotych i Kryształowych Anten Świata Telekomunikacji i Mediów, Lider Nowych Mediów – YouTuber Roku, Nagroda główna[49]
- 2017: Queens of Life 2, W podziękowaniu za pomoc w inspirowaniu Polaków do pozytywnych zmian w swoim życiu, Nagroda specjalna[17]
- 2017: Wybieramy Człowieka Roku 2016 w Radomiu, Człowiek Roku 2016, Wyróżnienie[50][51]
- 2017: Tuzy MLM 2016, TOP trenerzy, mówcy i coache, Nagroda specjalna[52]
- 2017: Fundacja Pomoc potrzebującym, Nagroda specjalna
- 2018: Fundacja Zaczytani.org, Nagrody specjalne – order za wspieranie czytelnictwa oraz posiadanie ławki w Warszawie dla zaczytanych[53]

## Wybrane omówienia i wywiady w czasopismach
- 2012: Polityka, Autor kuma o co chodzi w talk-show[54]
- 2013: Wprost, Ludzki czołg z Radomia[55]
- 2013: Joy, Nie idę za tłumem[56]
- 2013: Gentleman, Łukasz Jakóbiak dla Gentleman[57]
- 2014: Hello! Modlin, 20m² pasji[58]
- 2014: Viva!, Łukasz Jakóbiak i jego przepis na sukces[59]
- 2014: Sens w pracy, Łukasz Jakóbiak o sile motywacji[60]
- 2015: Brief, Primetime jest dziś w YouTube[61]
- 2015: Coaching ekstra, Małymi krokami nie pokonasz przepaści
- 2015: Benefit, Konsekwencja i odwaga przynoszą efekt[62]
- 2015: Pierwszy milion, Łukasz Jakóbiak. Wielki show-biznes w małej kawalerce[63]
- 2015: Edukacja i kariera, Porażki wiele uczą[64]
- 2015: Rossmann, Skarb, Z ludzi czytam, jak z kartki[65]
- 2016: Opole i kropka, Marzenia boją się Jakóbiaka[66][67]
- 2016: Glamour, Co robić, kiedy Ci się nie chce?[68]
- 2016: Playboy, Welcome To Monaco!
- 2017: Business Life POLSKA, Sami jesteśmy Panami swojego czasu[69]
- 2017: Press, Warsztat Jakóbiaka – Ma być przyjemnie[70]
- 2017: Gazeta Olsztyńska, Wiem, jak trudno żyć z brakiem chęci do życia[71]

## Publikacje
- 2016: Wiesław Godzic – „Okrakiem na barykadzie. Dziennikarze i celebryci”[72] – „Dziennikarze, celebryci – są, jacy są. Łukasz Jakóbiak. Facet, który uczył się dziennikarstwa po to, żeby zostać celebrytą”[73]
- 2017: Krystyna Mazurówna – „Ach, ci faceci!”[74] – „Łukasz Jakóbiak”[75]